# Carnage (film, 1985)
Pour les articles homonymes, voir Carnage.
Pour plus de détails, voir Fiche technique et Distribution.
Carnage (The Nail Gun Massacre) est un film américain réalisé par Bill Leslie et Terry Lofton, sorti en 1985.

## Synopsis
Une femme se fait violer sur un chantier. Pour la venger, son frère, muni d'un terrifiant pistolet à clous, part à la recherche des violeurs. Mais, très vite, sa vengeance dégénère en folie meurtrière qui le pousse à massacrer des innocents... Dans l'espoir de l'arrêter, la police lui tend un piège pervers...

## Fiche technique
- Titre : Carnage
- Titre original : The Nail Gun Massacre
- Réalisation : Bill Leslie et Terry Lofton
- Scénario : Terry Lofton
- Production : Terry Lofton
- Musique : Whitey Thomas
- Photographie : Bill Leslie
- Montage : Lynn Leneau Calmes
- Pays d'origine : États-Unis
- Format : Couleurs - 1,33:1 - Mono - 35 mm
- Genre : Horreur
- Durée : 82 minutes
- Film interdit aux moins de 18 ans
- Date de sortie : 1985 (États-Unis)

## Distribution
- Rocky Patterson : Doc
- Ron Queen : le shérif
- Beau Leland : Bubba
- Michelle Meyer : Linda
- Sebrina Lawless : la mère
- Monica Lawless : Baby
- Mike Coady : Mark
- Staci Gordon : la petite amie de Marl
- Randy Hayes : Brad
- Thom Meyers : l'auto-stoppeur
- Charles Ladeate : Tom
- Joann Hazelbarth : Maxine
- Frances Heard : le magasinier
- Terry Lofton : le conducteur du camion
- John Rudder : Hal

## Autour du film
- Le tournage s'est déroulé au Texas.
- Parmi les différents films d'horreur mettant en scène un viol et la vengeance qui s'ensuit, citons La Dernière Maison sur la gauche (The Last House on the Left, 1972), Crime à froid (1974) ou Œil pour œil (1978).